# Tessmanniacanthus chlamydocardioides
Tessmanniacanthus chlamydocardioides är en akantusväxtart som beskrevs av Mildbraed. Tessmanniacanthus chlamydocardioides ingår i släktet Tessmanniacanthus och familjen akantusväxter. Inga underarter finns listade i Catalogue of Life.